# Jocelyn Angloma
Jocelyn Angloma (Les Abymes, Guadalupe, 7 de agosto de 1965) es un exjugador y entrenador de fútbol guadalupeño. Actualmente dirige a la selección de Guadalupe.

## Trayectoria

### Como jugador
La carrera de Angloma comenzó en 1978, cuando jugaba en las filas juveniles de L'Étoile de Morne-à-l'Eau. Su debut profesional a nivel de clubes fue en 1985, en el Rennes, donde disputó 37 partidos y marcó 1 gol. También jugó en el Lille y el Paris Saint-Germain antes de llegar al Olympique de Marsella, donde disfrutó de su mejor etapa, ganando la Ligue 1 1991-92 y el título más importante de su carrera, la UEFA Champions League 1992-93 (la primera y, hasta la fecha, la única ganada por un club francés en la competición).
En 1994, fichó por el Torino, disputando 60 partidos y marcando 7 goles, y también pasó una temporada en el Inter de Milán, donde jugó 30 partidos y marcó un gol, formando parte de la plantilla que acabó subcampeón de la Copa de la UEFA 1996-97.
De cara a la temporada 1997-98, fue transferido al Valencia donde disputó 120 partidos y marcando 5 goles, ganando la Liga, la Copa del Rey y la Supercopa de España, además de ser subcampeón de la UEFA Champions League en dos ocasiones.En 2002, a la edad de 36 años, se retiró de los terrenos de juego por primera vez y regresó a Guadalupe para jugar en el club que lo había descubierto, L'Étoile de Morne-à-l'Eau. Terminó definitivamente su carrera como jugador en 2007, a la edad de 42 años.

### Selección nacional

#### Francia
Angloma hizo su debut con la selección de Francia el 13 de octubre de 1990, en un amistoso contra Checoslovaquia.Participó en la Eurocopa 1992 y en la edición realizada cuatro años más tarde. Durante esta competición, perdió su plaza ante Lilian Thuram.En total, disputó 37 encuentros y marcó un solo gol.

#### Guadalupe
En 2006, salió del retiro para jugar para su región natal, Guadalupe, y ayudarlos a clasificar para la Copa del Caribe 2007.Meses más tarde, se le permitió representarlo en competencias de la Concacaf porque Guadalupe no es miembro de la FIFA y solo participa en competiciones regionales. En la Copa de Oro 2007, se convirtió en el mediapunta del equipo, que sorprendió a todos al llegar a semifinales, donde perdieron 1-0 ante México.

### Como entrenador
En 2009, Angloma inició su carrera como entrenador en el club de formación, el L'Étoile de Morne-à-l'Eau, con el que ganó la Copa de Fútbol de Guadalupe en 2015.En febrero de 2018, asumió al frente de la selección de Guadalupe.

## Carrera

### Como jugador
| Club                      | País      | Año         | Partidos | Goles |
| ------------------------- | --------- | ----------- | -------- | ----- |
| Stade Rennes              | Francia   | 1985 - 1987 | 37       | 1     |
| Lille OSC                 | Francia   | 1987 - 1990 | 92       | 13    |
| Paris Saint-Germain       | Francia   | 1990 - 1991 | 36       | 6     |
| Olympique de Marsella     | Francia   | 1991 - 1994 | 85       | 3     |
| Torino FC                 | Italia    | 1994 - 1996 | 60       | 7     |
| Inter de Milán            | Italia    | 1996 - 1997 | 30       | 1     |
| Valencia CF               | España    | 1997 - 2002 | 120      | 5     |
| L'Étoile de Morne-à-l'Eau | Guadalupe | 2006 - 2011 | ?        | ?     |

### Como entrenador
| Club                      | País      | Año           |
| ------------------------- | --------- | ------------- |
| L'Étoile de Morne-à-l'Eau | Guadalupe | 2009-2015     |
| Selección de Guadalupe    | Guadalupe | 2018-presente |

## Palmarés
- Vencedor de la Liga de Campeones en 1993 con el Olympique de Marsella
- Finalista de la Liga de Campeones en 2000 y 2001 con el Valencia CF
- Finalista de la Copa de la UEFA en 1997 con el Inter de Milán
- Vencedor del Campeonato de Francia de Fútbol en 1992 con el Olympique de Marsella
- Vencedor del Campeonato de la Liga Española en 2002 con el Valencia CF
- Vencedor de la Copa del Rey de España en 1999 con el Valencia CF
- Vencedor de la Supercopa de España en 1999 con el Valencia CF
- Vencedor  de la Copa Pirelli en 1996 con el Inter de Milán
- Vencedor del Campeonato de Europa de fútbol para promesas en 1988 con el equipo de promesas de Francia.
- 37 partidos con el equipo absoluto de Francia desde 1990 hasta 1996.
- Internacional con el equipe de promesas de Francia en 13 ocasiones.
- Primer partido con la selección absoluta francesa el 13 de octubre de 1990 frente a la Selección de fútbol de Checoslovaquia.